# Stictoleptura rufa
Stictoleptura rufa là một loài bọ cánh cứng trong họ Cerambycidae.